# Чинтоија (Фиренца)
Чинтоија је насеље у Италији у округу Фиренца, региону Тоскана.
Према процени из 2011. у насељу је живело 21 становника. Насеље се налази на надморској висини од 330 м.